# Mike Oddy
Pour les articles homonymes, voir Oddy.
Michael ‘Mike’ Oddy, né en 1937 à Hawick et mort le 19 novembre 2016, est un joueur professionnel de squash représentant l'Écosse. 

## Biographie
Il naît à Hawick, en Écosse, et commence à jouer au rugby à XV.
La carrière de Mike au squash commence lorsqu'il apprend qu'il n'avait pas le droit de jouer au rugby parce qu'il n'avait qu'un seul rein. Il se fait rapidement remarquer, devenant le champion d'Écosse junior, puis en 1956, champion senior alors qu'il n'a que 18 ans, un championnat qu'il remporte quatre fois de plus. Il est champion d'Écosse en 1956 et 1957. En 1956, il remporte le Drysdale Cup, officieux championnat du monde des moins de 19 ans. Il remporte le British Amateur Championship en 1960 et 1961.
En 1964, il est finaliste du British Open, l'officieux championnat du monde. Cette même année, Il n'a que 27 ans lorsqu'il se retire du squash de compétition  en raison de problèmes de santé et de la pression du travail, mais au cours de ses cinq années en tant que joueur numéro 1 de Grande-Bretagne, il est devenu champion de Nouvelle-Zélande, d'Australie et d'Afrique du Sud, et a été classé numéro 2 mondial.
Il revêt sa première casquette écossaise en 1955 et représente son pays 35 fois. Mike était un membre clé de l'équipe écossaise qui en mars 1964, inflige une première défaite à l'Angleterre depuis le début des rencontres en 1930. En effet, aucun pays n'avait réussi à s'imposer auparavant.

## Palmarès

### Titres
- Championnats de Nouvelle-Zélande : 1959
- British Junior Open : 1956[4]

### Finales
- British Open : 1964